# Dyscophus insularis
Dyscophus insularis – gatunek płaza bezogonowego z rodziny wąskopyskowatych (Microhylidae), zasiedlający zachodni Madagaskar. Przybiera brązowo-szarawe barwy oraz osiąga rozmiar 4–5 cm. Występuje głównie w suchych siedliskach, a jego populacji nie zagraża wyginięcie.

## Morfologia
Z wyglądu przypomina dwa pozostałe gatunki z rodzaju Dyscophus, ale jest od nich mniejszy, osiągając rozmiary od 4 do 5 cm (przy czym samce są mniejsze od samic). Skóra D. insularis jest brązowo-szarawa z miejscowymi ciemniejszymi znakowaniami. Zaobserwowano dużą zmienność w morfologii oraz kolorze skóry pomiędzy populacjami z różnych regionów, co sugeruje, że D. insularis może być w rzeczywistości zbiorem kilku blisko spokrewnionych gatunków.

## Występowanie i siedlisko
Płaz ten występuje na północno-zachodnim, zachodnim i południowo-zachodnim Madagaskarze. Osobniki tego gatunku widywane były na wysokości do 751 m n.p.m. Jego obecność została stwierdzona w m.in. w Ambanja, Tsingy de Bemaraha, oraz w Parkach Narodowych Tsimanampetsotsa i Ankarafantsika. D. insularis zasiedla sawanny oraz suche lasy tropikalne, także bardziej wilgotne lasy w północnej części zasięgu. Rozmnaża się w płytkich okresowych zbiornikach wodnych.

## Status
W związku z jego szerokim zasięgiem występowania, dużą populacją oraz dużym potencjałem do adaptacji, gatunek ma status najmniejszej troski (LC) w czerwonej księdze gatunków zagrożonych. Przewiduje się natomiast, że zanik jego naturalnych siedlisk może w przyszłości doprowadzić do spadku populacji. Osobniki D. insularis sprzedawane są również sporadycznie jako zwierzęta terrarystyczne, nie ma to jednak znacznego wpływu na wielkość jego populacji.